# Berlinare

Skiss som visar en typisk Berlinare.

Berlinare är en i Berlin uppfunnen, bekväm resvagn med nedfällbar sufflett. Berlingot (liten berlinare, halvberlinare, täckvagn) kallas en berlinare som bara rymmer två personer och möjligen en tredje på ett högt, uppfällbart framsäte.

Berlinare med dörren öppen, 1790-tal cirka. Svensk hovvagn från Livrustkammaren.